# Informaciono komunikacioni sistem
Informaciono komunikacioni sistem (fr. L‘information et de communication système) je sagledavanje funkcija i uloge medijskog sistema. Njega pored sredstava masovnog informisanja čine, institucionalno/organizaciona sredina (agensi kao sto su političke, partije, država, ekonomske organizacije, religijske institucije, profesionalne grupe), i primajući podsistem (publika i javnost). 

## Definicija informaciono komunikacionog sistema
Informaciono komunikacioni sistem zapravo je skup posebnih institucija, kanala i aktivnosti pomoću kojih grupe specijalista (na način koji je utemeljen društvenim normama) informišu javnost o djelovanju pojedinaca, grupa, institucija i organizacija. Njegova je svrha omogućavanje masovnog pristupa informacijama i transparentnost vlasti i drugih organizacija u društvu.
Informaciono komunikacioni sistem ne može biti ni potpuno otvoren, ni potpuno zatvoren. U njegovoj prirodi je težnja ka što većom otvorenošću, jer on postoji da bi omogućio opticaj, a ne samo protok informacija. 
Postoje dvije dimenzije njegove otvorenosti/zatvorenosti: 
1. unutrašnja podrazumjeva globalno društvo kojem taj informaciono komunikacioni sistem pripada;
2. spoljašnja se tiče odnosa informaciono komunikacionog sistema prema okruženju, odnosno prema informaciono komunikacionom sistemu drugih globalnih društava, ili prema međunarodnoj zajednici kao cjelini.

Ove dvije dimenzije su međusobno povezane.

## Nastanak informaciono komunikacionog sistema
Istorijski gledano, informaciono komunikacioni sistem nastao je umnožavanjem kanala koji pospješuju i ubrzavaju ljudsku komunikaciju. To je tehnološka osnova njegovog nastanka i razvoja. Socijalnu osnovu čine niti kulturnih (duhovnih) tvorevina, jer je informaciono komunikacioni sistem složen proizvod ljudskog duha, kojim u obliku informacija protiče mnoštvo ideja (proizvoda socijalne i individualne imaginacije), umjetnosti, mitova i saznanja.
Od svoje pojave na planeti Zemlji, čovjek je neprestano razvijao svoje sposobnosti, ali ne manje i sredstva koja su zadovoljavala njegovu temeljnu potrebu za komunicirajem. Mnoga od tih sredstava nisu kanali koji bi spadali u ono što danas smatramo sastavnim dijelom informaciono komunikacionog sistema. U te istorijske oblike komunikacionih kanala mogu se ubrojiti razmjena i trgovina, saobraćaj, velike migracije naroda, pa čak i ratni sukobi.
Riječ je o dodiru i susretu pripadnika različitih kultura, za šta se u antrpologiji koristi termin kulturni kontakt, a u komunikologiji je to međunarodno komuniciranje. Ovaj susret po svom trajanju može da bude kratkotrajan ili dugotrajan, a prema intenzitetu površan ili dubinski. Sva pomenuta kretanja, posrednička sredstva i situacije nisu komunikacioni kanali u punom savremenom značenju tog izraza. Sa razvojem pravih komunikacionih tehnologija, oni obuhvataju srazmjerno sve manji obim kmuniciranja u okvirima svakog pojedinog društva, a prelaze u svjetske okvire. Edvard Sapir (1969) sve te sposobnosti označava zbirnim terminom primarne tehnike komuniciranja. Tek na složenijim nivoima civilizacijskog razvitka nastaju i primjenjuju se savršenija, specijalizovana sredstva komuniciranja za koje Edvard Sapir koristi naziv sekundarne tehnike komuniciranja.
Jezik u svojoj verbalno-zvučnoj formi i načini njegovog fiksiranja u materijalim simbolima (pismo), spada u predistoriju informaciono komunikacionog sistema u pravom smislu. I samo pismo u svom prvom stadijumu (piktografskom), odslikavalo je oskudan duhovni svijet čovjeka tog vremena. Tek kada se prešlo na fonetsko pismo, stvorena je mogućnost da se pismeno komuniciranje neslućeno ubrza, a da se civilizacijske tekovine nematerijalne prirode lakše prenose na nove generacije. Jezička forma se razbila na osnovne jedinice - foneme, a svaki glas je označen distriktivnim, likovnim simbolom. Tako se bogatstvo jezika formalizuje kroz ogroman broj kombinacija fonema, odnosno slovnih simbola. Slovna jedinica mogla je da se standardizuje, a zatim na različite načie fiksira radi višekratne upotrebe. (R. Bugarski, 2000)
U svom istorijskom razvoju, čovjek je stvarao sve složeniju organizaciju društva. Država je sigurno jedna od najkompleksnijih civilizacijskih tvorevina. U takvim uslovima, organizovani kanali za protok informacija pokazali su se kao neophodni, jer bez njih ne bi bilo moguće funkcinisanje sve složenijeg društvenog sistema. Primjer za to su društva nastala u slivovima velikih rijeka - Inda, Tigra, Eufrata i Nila.
Tek 1456. godine, kombinovanjem otkrića i iskustava evropske i kineske civilizacije - Johan Gutenberg je pošao za rukom izum prese sa pokretim slovima kao osnove za razvoj civilizacije knjige. Sa ovim izumom, koji se smatra prekretnicom u svijetu komunikacije uopšte, nastaju sekundarne tehnike komuniciranja. Komunikaciona tehnologija poslije toga je prošla mnogo izvanredno brzih revolucija. Slijedili su izumi telegrafa, telefona, filma, radija, televizije i multimedija.
Komunikacioni kanali vremenom su se povezivali sa svojim institucijama i subjektima i tako su nastajali raznovrsni tipovi informaciono-komunikacionog sistema. Prema svojim ciljevima i učincima, masovno komuniciranje ima dominantan uticaj na političke procese u savremenom društvu (svako vođenje politike podrazumjeva upotrebu sredstava za masovno komuniciranje).
Političko komuniciranje kao vid masovnog komuniciranja, obično se shvata kao proces koji se iz malobrojnih centara usmjerava ka velikoj masi pojedinaca. Ipak, njegova priroda je takva da je treba shvatiti kao razmjenu informacija između društvenih grupa.
Dvije nužne pretpostavke za nastanak informaciono komunikacionog sistema su grupe i institucije.
Grupe su najvažniji subjekti političkog komuniciranja u savremenom društvu. Kao subjekti društvenog komuniciranja, prije svega se ističu najveće grupe-klase, a potom srednje i male društvene grupe.
Neizbježno se postavlja pitanje da li su mediji po sebi društveno i politički neutralni. Mišljenja istraživača svrstavaju se u četiri grupe:
1. Neutralnost - mediji su politički neutralni, čak i apolitični.
2. Demokratska usmjerenost - postojanje više vrsta medija omogućava pružanje više vrsta informacija.
3. Elitizam - mediji stvaraju uska grla, koja su pod kontrolom pripadnika elite.
4. Suprostavljeni uticaji - pozitivni i negativni uticaji medija se isprepliću i djeluju na različite načine. Tako na primjer, televizije jeste "prozor u svijet", ali i ograničenje za istinske oblike neposredne društvenosti.

Ova četiri stanovišta predstavljaju valjanu osnovu za zaključak da su mediji, odnosno, njihova tehnička svojstva, ipak samo pretpostavka za nastanak sistema, koja se realizuje na različite načine u zavisnosti od odnosa snaga (ekonomskih, političkih) u svakom konkretnom društvu.

## Pretpostavke funkcionisanja informaciono komunikacionog sistema
Komuniciranje je jedno od najsloženijih, najobuhvatnijih i svakako najdinamičnijih aktivnosti u ljudskom društvu. Ono je jedna od njegovih neospornih konstanti. Sve veći broj naučnika (sociologa, antropologa, psihologa) smatra da se ne može ni pokušati definisanje ljudske zajednice, a da se ne krene od tvrdnje da se upravo procesom komuniciranja ona neprestano konstituiše i samoobnavlja u socijalnom prostoru i vremenu.
Iz perspektive komunikologije, čovjek je „animal simbolicum“. 
 On je izgradio svijet informacija, (simbola, riječi) i u njemu živi isto onako kako živi u svijetu drugih ljudi i stvari. Ukoliko nema društva, ne može biti ni komuniciranja.

## Vrste komunikacije
Postoji pet vrsta komunikacije:
1. Intrapersonalna komunikacija. Riječ je o unutrašnjem govoru tokom kojeg se obraćamo samima sebi, razmišljamo o našim namjerama, aktivnostima i porukama koje tek namjeravamo da uputimo drugima, ili smo ih od drugih primili.
2. Interpersonalna komunikacija. Uspostavljanje odnosa sa drugima, upoznajemo ih, kao i njihov odnos prema nama.
3. Grupna komunikacija. Mi povezani sa drugima, razmjenjujemo ideje i mišljenja, nastojimo da utvrdimo zajednička interesovanja, da formulišemo i pokušamo da riješimo probleme koji su zajednički za sve pripadnike grupe.
4. Masovna komunikacija. U ovoj vrsti komunikacije važnu ulogu igraju mediji koji nastoje da nas informišu, zabave ili ubijede. Svojim navikama, očekivanjima i interesovanjima mi povratno utičemo na medije. Da bi bili čitani, slušani i gledani, oni moraju da nam prilagode, kako formu, tako i sadržaj.
5. Interkulturna komunikacija. Radi se o susretanju pripadnika drugih društava i kultura. Mi ih doživljavamo kao strance čiji se jezik, često razlikuje od našeg. Pored razlike u jeziku, javljaju se i kulturne i normativne razlike, kao i drugačija predstava o prostoru i vremenu u kojem se nalazimo.

Informaciono komunikacioni sistem je u svakom svom pojavnom obliku - kako u istorijskoj, tako i u uporednoj perspektivi tijesno povezan sa sistemima ostalih ključnih društvenih institucija i zato, poput sistema spojenih sudova, reaguje na svaku promjenu globalnog društvenog sistema u koji je uklopljen.
"Daniel Lerner", 1960 - „Ljudi koji žive u političkoj zajednici ravijaju modele za rasprostranjivanje informacija, kao što to rade za rasprostiranje drugih proizvoda. Modeli informacionih tokova su u mnogo tačaka u interakciji sa modelima moći, bogatstva, statusa i drugih vrijednosti koje stvaraju sistem; to znači da institucionalna promjena u jednom modelu izaziva odgovarajuću i uslovljenu promjenu u drugom.“
Iako je komuniciranje u najvećoj mjeri odraz ljudske sposobnosti i slobode, ono se svjesnom društvenom akcijom oblikuje u informaciono komunikacioni sistem koji ga usmjerava i kanališe, ali nerijetko ograničava i zabranjuje.
U osnovi nove ekonomije je razmjena informacija pri čemu se uspostavlja novi odnos između ekonomskih proizvodnih snaga i kulturnog kapitala društva. Robert.l.Shiler, (2001.) ukazuje da upravo ova oblast postaje vodeća u onim društvima koja su iz postindutrijske faze prešla u epohu dominacije informacionih tehnologija, čija je osnova prenos roba materijalne prirode- informacija. Industrije sadržaja- engl. content industries, poznatim i kao engl. copyright industries, zasnivaju se na intelektualnoj svojini i u osnovi se bave informacijama. Idustrije sadržaja uključuju, kako proizvođače (produkcione timove, umjetnike, i tvorce softvera ), tako i distributere (elektronske medije, idavačku industriju, i telekome).
Prema mišljenju Manuel Castels (1999), nastaje nova civilizacijska tvorevina- Dualni grad koji, sa jedne strane odlikuje stvaranje kosmopolitska elita koja je funkcionalno, ekonomski i kulturno u dnevnom dodiru sa cijelim svijetom. Sa druge strane, |tribalistička lokalna zajednica se u okviru svojih lokalnih identiteta suprotstavljaju odlikama kosmopolitske elite. 
I jedan i drugi grad podjednako su živi i stvarni. Svako od nas živi na razmeđi jednog i drugog - pripadajući im istovremeno u manjoj ili većoj mjeri.
U savremenom društvu najvažniji vid komunikacije je političko komuniciranje. Ovo organizovano, institucionalizovano i masovno komuniciranje u svoje procese uključuje mnogobrojne subjekte društva. Organizuje se i, uslovno rečeno, otpočinje iz čitavog niza društvenih institucija, (država, državni organi, političke stranke, privredna preduzeća, religijske organizacije, nevladine organizacije, itd.). 
Tu informacije teku unaprijed određenim i tehnički vosokopropusnim kanalima, koji su postali sastavni elementi osnovne infrastrukture društva. Zato se sa pravom govori o informaciona magistrala,(A. Iris, 1999) koje za prenošenje informacija znače ono što za promet robe znače klasični auto-putevi, željezničke pruge i stalne avionske ili brodske linije.

## Predmet izučavanja informaciono komunikacionog sistema
Predmet izučavanja informaciono komunikacionog sistema se konstituiše na dva nivoa:
1. Prvi je empirijski koji predstavlja uporedno pručavanje već postojećih sistema.
2. Teorijski nivo podrazumjeva da se informacionom sistemu pristupa kao specifičnom društvenom podsistemu, kao cjelini koja funkcioniše kao podsistem globalnog društva.

Ovi dijelovi su neraskidivo povezani.
Kao podsistem, informaciono komunikacioni sistem sadrži samo kanale za institucionalizovano odvijanje grupnog i masovnog komuniciranja. Sve informacije koje njime protiču po svom karakteru su javne i kao takve svima su podjednako dostupne. Ipak, postoje činioci koji mogu da ograniče pristup informacijama:
1. elementarna medijska i informatička (ne)pismenost;
2. nivo prihoda pojedinca;
3. izdaci za pribavljanje informacija, kao što je na primjer pretplata.

Nijedan informaciono komunikacioni sistem nema neutralan odnos prema svim porukama. Njegovo djelovanje u određenom društvu posljedica je određene komunikacione politike, odnosno, politike stvaranja i difuzije informacija. Komunikacioni agensi mogu biti: pojedinci, društvene grupe i institucije.
Analiza savremenih informaciono komunikacionih sistema za teorijski okvir ima društvenu teoriju komunikacije. Predmetni okvir ove analize jeste globalno društvo. Informaciono komunikacioni sistem poseban naglasak stavlja na izučavanje načina kako postići optimalnost upravljanja i unutrašnje organizacije, pri čemi se koristi metodama i tehnikama obrade podataka. Ovo je kibernetski pristup, koji je prije svega tehnički orijentisan.
Mikrosociološki pristup potiče iz anglosaksonskog svijeta, pri čemu u konceptu sistema masovnih medija i sistemu masovnih komunikacija nastaje posebna naučna disciplina - sociologija masovnih komunikacija.
Ova dva koncepta uža su od koncepta informaciono komunikacionog sistema, jer se ograničavaju na samo onaj dio sistema koji čine institucije za masovno komuniciranje, (komunikacioni kanali). Po strani ostavljaju tvorce, (agense) informacija i faktore koji utiču na ishod i njihovoj difuziji, kao i korisnike informacija.
Informaciono komunikacioni sistem je zapravo dio šireg sistema, a između njega i te cjeline, kao i između njega i društvenih podsistema, postoji horizontalna i vertikalna interakcija.

## Uloga informaciono komunikacionog sistema
Informaciono komunikacioni sistem orijentiše, organizuje i racionalizuje ljudske aktivnosti kroz njihovo povezivanje. To mu najviše uspijeva onda kada je i sam otvoren, odnosno bogat društvenim i tehničkim komunikacionim kanalima i u službi mnoštva komunikacionih subjekata.
Institucije informaciono komunikacionog sistema su masovni mediji i druge institucije koje zvanično pripadaju drugim podsistemima jednog društva, (država, političke partije, obrazovne, kulturne, vjerske i druge institucije).
Kanali informaciono komunikacionog sistema su tehnička sredstva kojima kontinuirano teku informacije. Mediji kao kanali se prvenstveno shvataju u smislu tehnologija prenosa i difuzije informacije. Informaciono komunikacionim sistemima pripadaju samo javni i istitucionalizovani kanali.
Grupe informaciono komunikacionog sistema, kao konstitutivni element čine profesionalni komunikatori. To su novinari, reklamni stručnjaci, stručnjaci za odnose sa javnošću, istraživači javnog mnjenja, itd.
Prava obaveze i međusobni odnosi institucija, kanali i specijalizovanih grupa informaciono komunikacionog sistema normativno su propisani ustavom, zakonima o javnom informisanju, itd. Važna normativna oblast je i ona koju pokrivaju profesionalna udruženja novinara sa svojim etičkim kodeksom.
Javnost je kategorija koja se javlja u demokratskim društvima. Oslanjajući se na suverenost naroda. Njegov aktivan dio ima pravo da insistira na načelu javnosti rada vlasti i njenih organizacija. Javnost posredstvom informaciono komunikacionog sistema omogućava da se o svijesti od opšteg interesa dođe na posredan način. To se sve događa u javnoj sferi, koja je otvorena i dostupna svim pripadnicima društva.
Džon Kin (1996) razlikuje tri kategorije javnih sfera:
1. Mikro javna sfera - O pitanjima od opšteg interesa se raspravlja na nivou nižem od nacionalne države.
2. Mezo javna sfera - Obuhvata ljude na nivou nacionalne države.
3. Makro javna sfera - Obuhvata ljude na nadnacionalnom i planetarnom nivou.

## Literatura
- Miroljub Radojković i Branimir Stojković, Informaciono komunikacioni sistemi.
- Floyd, Kory. (2009). Interpersonal Communication: The Whole Story. New York: McGraw-Hill.
- Heider, F (1958). The psychology of Interpersonal Relations.. Hillsdale, NJ: Lawrence Erlbaum Associates.
- Pearce, Barnett. Making Social Worlds: A Communication Perspective, Wiley-Blackwell, January, 2008,  1-4051-6260-0
- Stone, Douglas; Patton, Bruce and Heen, Sheila. Difficult Conversations: How to Discuss What Matters Most, Penguin, 1999,  0-14-028852-X
- Ury, William. Getting Past No: Negotiating Your Way from Confrontation to Cooperation, revised second edition, Bantam, January 1, 1993, trade paperback,  0-553-37131-2; 1st edition under the title, Getting Past No: Negotiating with Difficult People, Bantam, September, 1991, hardcover, 161 pages,  0-553-07274-9
- Ury, William; Fisher, Roger and Patton, Bruce. Getting to Yes: Negotiating Agreement Without Giving in, Revised 2nd edition, Penguin USA, 1991, trade paperback,  0-14-015735-2
- Houghton Mifflin, April, 1992, hardcover, 200 pages,  0-395-63124-6. The first edition, unrevised, Houghton Mifflin, 1981, hardcover,  0-395-31757-6
- West, R., Turner, L.H. (2007). Introducing Communication Theory. New York: McGraw-Hill.